# Yeoman
Yeoman – członek warstwy społecznej stanu wolnego w Anglii XV-XVIII wieku. W średniowieczu był on członkiem świty króla lub możnego, później termin oznaczał wolnego chłopa, drobnego właściciela ziemskiego lub dzierżawcę gospodarstwa obłożonego obowiązkiem służby zbrojnej, od XVII w. już tylko dzierżawców ziemi szlacheckiej.
Warstwa wzbogaciła się w epoce Tudorów dzięki wyprzedaży ziemi pokościelnej oraz w toku ogradzania, z tego powodu odgrywali oni znaczną rolę w gospodarce wiejskiej. Wspierali oni ponadto rewolucję angielską dążąc do likwidacji przywilejów stanowych szlachty rodowej, tzw. gentry, bezpośrednio pod którą stała. Yeomani mieli prawa polityczne i stanowili zaplecze armii (zob. yeomanry), skąd nazwą tą współcześnie określani są również członkowie pewnych formacji, np. przybocznej gwardii królewskiej, Yeomen of the Guard (założonej w 1485 roku), czy ochotniczej kawalerii obrony wewnętrznej (utworzonej w 1761 roku).